# Mats Haldin

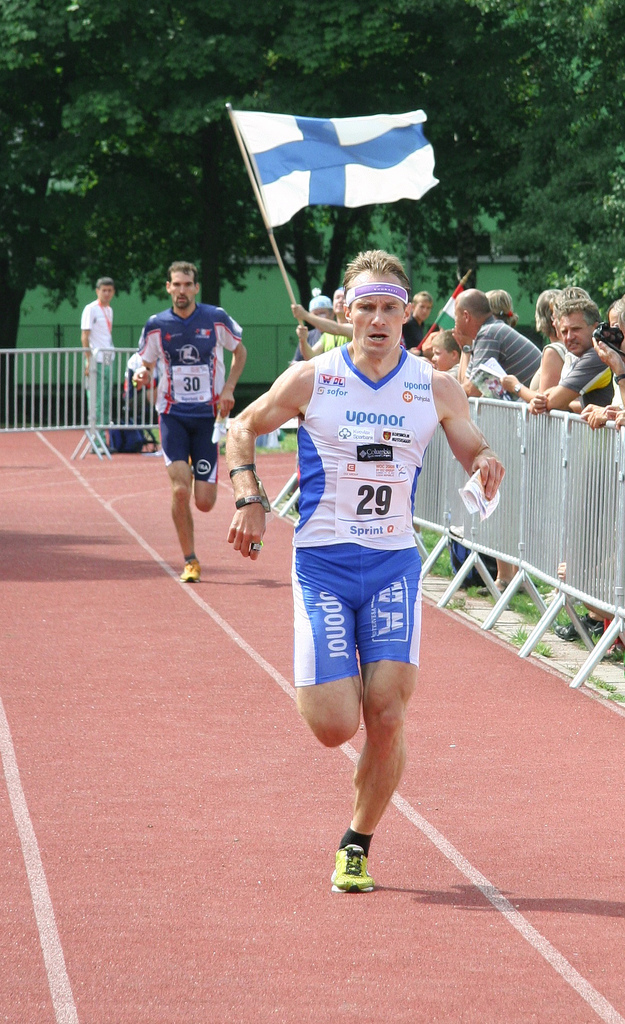
Mats Haldin bei den Weltmeisterschaften in Olomouc in der Sprint-Qualifikation am 13. Juli 2008, hinter ihm Thierry Gueorgiou.

Mats Fredrik Haldin (* 17. Mai 1975 in Korsholm, Österbotten) ist ein finnischer Orientierungsläufer.
Der Finnlandschwede Haldin gab mit einem 27. Platz auf der Langdistanz in Schottland 1999 sein Weltmeisterschaftsdebüt. Die Langdistanz sollte zu seiner Hausstrecke werden: bei allen Europa- und Weltmeisterschaften ging er über diese Strecke an den Start. So auch 2001 bei den Weltmeisterschaften in Tampere, als er mit einem neunten Platz unter die besten zehn der Welt lief. Im selben Jahr wurde er auch 12. im Mitteldistanzrennen im Rahmen der in Japan stattfindenden World Games. Ein Langdistanzrennen wurde nicht ausgetragen.
2002 gewann er den Mehrtage-Wettkampf O-Ringen in Schweden. Im Jahr darauf gelang ihm bei diesem Wettbewerb die Titelverteidigung. Im September 2002 startete er bei den Europameisterschaften im ungarischen Sümeg. Auf der Langdistanz erreichte er den vierten Platz, während er zusammen mit Jani Lakanen und Pasi Ikonen für Finnland die Staffel gewann. Im Gesamtweltcup beendete er die Saison als Dritter hinter dem Norweger Bjørnar Valstad und dem Russen Michail Mamlejew. 2003 in der Schweiz gewann er seine erste Weltmeisterschaftsmedaille. Die finnische Staffel mit Lakanen, Jarkko Huovila und Haldin gewann Silber hinter Schweden. Beim Einzelstart über die Langdistanz reichte es nur zu einem 16. Platz.
Bei den Europameisterschaften 2004 im dänischen Roskilde gewann er schließlich die einzige Medaille bei einer Einzelentscheidung bei internationalen Meisterschaften in seiner Karriere. Zwei Tage nach der Titelverteidigung mit der Staffel wurde er im Langdistanzrennen mit 14,5 km Luftlinie Zweiter hinter dem Schweden Kalle Dalin. In der Folge konnte sich Haldin noch mehrfach bei internationalen Meisterschaften gut platzieren. Sechsmal lief er insgesamt bei Weltmeisterschaften unter die ersten acht. Mit der finnischen Staffel gewann er 2006 (Silber), 2007 und 2009 (beide Male Bronze) noch drei Medaillen. 2008 wurden die Finnen auch bei den Europameisterschaften Dritter.
Haldin gehörte während einer Karriere den Vereinen IF Femman (bis 2001), Halden SK (2002 bis 2007 und seit 2010) und IFK Göteborg (2008 bis 2009) an. Mit Halden gewann er 2003, 2010 und 2011 die Jukola-Staffel und 2002, 2003, 2004, 2006, 2007 und 2012 die Tiomila. Bei finnischen Meisterschaften gewann er die Titel 2001 in der Staffel, 2007 im Sprint und 2009 auf der Ultralangdistanz.

## Platzierungen
| Weltmeisterschaften | Sprint | Mittel | Lang | Staffel |
| ------------------- | ------ | ------ | ---- | ------- |
| 1999 Inverness      |        |        | 27.  |         |
| 2001 Tampere        |        |        | 9.   |         |
| 2003 Rapperswil     |        |        | 16.  | 2.      |
| 2004 Västerås       |        | 15.    | 6.   | 4.      |
| 2005 Aichi          | 31.    |        | 5.   | 5.      |
| 2006 Aarhus         |        |        | 13.  | 2.      |
| 2007 Kiew           | 23.    | 27.    | 4.   | 3.      |
| 2008 Olomouc        | 8.     |        | 29.  |         |
| 2009 Miskolc        |        |        | 4.   | 3.      |
| 2010 Trondheim      |        |        | 8.   | 9.      |

| World Games | Sprint | Mittel | Staffel |
| ----------- | ------ | ------ | ------- |
| 2001 Akita  |        | 12.    |         |

| Europameisterschaften | Sprint | Mittel | Lang | Staffel |
| --------------------- | ------ | ------ | ---- | ------- |
| 2002 Sümeg            | 17.    |        | 4.   | 1.      |
| 2004 Roskilde         | 26.    | 14.    | 2.   | 1.      |
| 2006 Otepää           | 12.    |        | 5.   |         |
| 2008 Ventspils        | 7.     |        | 35.  | 3.      |
| 2010 Primorsko        | 23.    | 37.    | 23.  | 9.      |

| Gesamt-Weltcup | Gesamt-Weltcup |
| -------------- | -------------- |
| 2000           | 38.            |
| 2002           | 3.             |
| 2004           | 5.             |
| 2005           | 6.             |
| 2006           | 16.            |
| 2007           | 4.             |
| 2008           | 11.            |
| 2009           | 21.            |
| 2010           | 15.            |
| 2011           | 43.            |